# GoPay
GoPay je český platební systém, založený v roce 2007 podnikatelem Pavlem Schwarzem. Je českou nezávislou finanční institucí s oprávněním vydávat elektronické peníze podle české legislativní úpravy. GoPay je regulován Českou národní bankou jako instituce elektronických peněz.
V současné době její služby využívá přes 8 tisíc internetových obchodů a ročně přes ní protečou miliardy korun. Mezi klienty GoPay patří například O2, Fortuna, Bonami, Footshop nebo Kytary.cz.
Společnost je držitelem certifikace PCI DSS Level 1.
Oficiální název firmy zní GoPay Czech odštěpný závod. Varianta GoPay odkazuje na platební bránu jakožto produkt firmy. Společnost působí vedle Česka a Slovenska i v Polsku a Maďarsku. Zaměstnává více než 50 lidí.

## Historie
- 2008 - GoPay původně začal jako elektronická peněženka po vzoru amerického platebního systému PayPal. Uživatel si založil virtuální účet, na který si poslal peníze. Těmito penězi uživatel mohl platit v internetových obchodech. Identifikace probíhala na základě ověřeného e-mailu a telefonního čísla. GoPay peněženka tímto způsobem funguje dodnes[5].
- 2010 - GoPay začíná provozovat jako první subjekt v České republice vlastní platební bránu s platebními metodami třetích stran.
- 2012 - Jako první nebankovní subjekt získává GoPay povolení k činnosti instituce elektronických peněz s oprávněním vydávat (emitovat) elektronické peníze.
- 2015 - GoPay představuje třetí generaci platební brány - tzv. inline verzi, která umožňuje placení bez přesměrování na stránku platební brány[6]. V témže roce firma přidává platební metodu Bitcoin.
- 2016 - GoPay dosahuje nejvyšší úrovně bezpečnostního standardu PCI DSS (Payment Card Industry Data Security Standard). Zároveň přesouvá významnou část své infrastruktury do datového centra v Amazon Web Services (AWS) v německém Frankfurtu.
- 2017 - V roce 2017 firma optimalizovala své řešení pro elektronickou evidenci tržeb EET.
- 2018 - Platební brána GoPay dosahuje napojení 8 tisíc obchodních míst.
- 2019 - Licence od ČNB pro poskytování PSD2 služeb.
- 2020 - akvizice s novým strategickým investorem Worldline
- 2021 - implementace PSD2 plateb do produkčního prostředí
- 2022 - změna loga a představení produktu GoPay Financování.[7]

## Platební brána GoPay
Platební brána GoPay je software, který umožňuje propojení technického řešení internetového obchodního místa (např. e-shopu) s platícím uživatelem a bankovní (či platební) institucí uživatele. Majitel internetového obchodu si u GoPay zřídí speciální účet, jehož prostřednictvím přijímá bezhotovostní (online) platby a přes který spravuje platební bránu na svém obchodním místě.

### Průběh platby
Zákazník na platební bráně vybere platební metodu (např. platbu kartou), zadá potřebné údaje (číslo karty, datum platnosti karty, CVC/CVV kód) a stiskne tlačítko o zaplacení. Systém GoPay zaznamená požadavek na platbu a pošle do zákazníkovy banky žádost o autorizaci transakce. Banka vyhodnotí, zda je transakce oprávněná (na základě údajů o platební kartě) a pošle GoPay informaci o autorizaci transakce. Pokud je transakce autorizována ze strany banky, může být realizována. V takovém případě GoPay platbu provede a zašle notifikaci o provedené platbě jak platícímu zákazníkovi, tak obchodníkovi. Poté, co GoPay platbu skutečně obdrží, zašle jí obchodníkovi na jeho bankovní účet v rámci vyúčtování.

### Platební metody
Pro český trh platební brána GoPay nabízí tyto platební metody:
- platební karty (debetní a kreditní karty vydané společnostmi Visa a MasterCard)
- online bankovní převody (tzv. tlačítka) těchto bank: Komerční banka , Raiffeisenbank, Fio banka, Česká spořitelna, ČSOB, Era, UniCredit bank a mBank
- bankovní převody
- mobilní platby (Premium SMS, mPlatba)
- elektronické peněženky (GoPay, PayPal)
- kupónové platby (superCASH, Paysafecard)
- platby v bitcoinech (BitcoinPay)

### Funkce
- inline platební brána
- zapamatování karty - tzv. platby na 1 kliknutí
- opakované platby
- předautorizované platby
- přijímání cizích měn: CZK, EUR, USD, GBP, PLN, HUF, RON, BGN, HRK
- jazykové lokalizace platební brány: CZ, SK, EN, DE, RU, FR, IT, PL, HU, RO, BG, HR

## Bezpečnost

### PCI DSS
GoPay splňuje nejvyšší úroveň Level 1 bezpečnostního standardu PCI DSS (Payment Card Industry Data Security Standard). PCI DSS je soubor mezinárodních bezpečnostních požadavků (norem), vyvinutých karetními asociacemi Visa a MasterCard. Cílem těchto norem je zamezit úniku citlivých dat o držitelích platebních karet. Tyto požadavky jsou aplikovány na organizace, které zpracovávají, přenášejí nebo uchovávají data o držitelích platebních karet a transakcích (zejména banky, autorizační centrály, platební brány, obchodníci akceptující platební karty, atd.).
Standard PCI DSS obsahuje celkem 250 požadavků, které se týkají zpracování cardholder dat, bezpečnosti aplikace, procesního řízení společnosti, školení zaměstnanců, atd. Mezi úkony, které GoPay musí vykonávat na pravidelné bázi z důvodu řádného plnění standardu, patří například pravidelné testy zranitelnosti aplikace (tzv. penetrační testování) nebo rozsáhlé analýzy rizik. Standard také vyžaduje zajištění nepřetržitého monitoringu aplikace a služeb (firma zavedla komplexní systém SIEM), zavedení komplikovaného šifrování dat nebo oddělení zabezpečené části s citlivými údaji od zbytku infrastruktury. Za tímto účelem firma přesunula část svých serverů do Amazon Web Services, kde je zajištěna jejich fyzická bezpečnost.